# Freden i Valençay

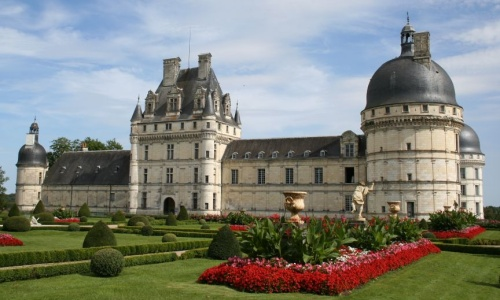
Chateau de Valençay.

Freden i Valençay var ett fredsavtal som undertecknades på godset Château de Valençay i Frankrike 11 december 1813 mellan Antoine René Mathurin på uppdrag av Franska kejsardömet och José Miguel de Carvajal y Manrique på uppdrag av Spanien. Avtalet hade som ändamål att förbereda en fred mellan Spanien och Frankrike. I avtalet ingick även att Ferdinand VII som suttit inlåst på Valençay sedan 1808 skulle återfå tronen över Spanien som han 1808 hade förlorat till förmån för Joseph Bonaparte. 
I fördraget ingick ett vapenstillestånd som både parter skulle respektera och det fanns hemliga protokoll där Napoleon krävde att Ferdinand VII skulle deklarera krig mot Storbritannien och Portugal. När José Miguel de Carvajal y Manrique  fick veta att Ferdinand var i säkerhet hemma i Madrid avvisade han förslaget. Freden i Valençay avslutade det Spanska självständighetskriget och påskyndade Napoleon slutliga förlust i Napoleonkrigen.

## Notes
1. 1 2  Longford, s. 417